# Macrotylus polymonii
Macrotylus polymonii är en insektsart som beskrevs av Knight 1932. Macrotylus polymonii ingår i släktet Macrotylus och familjen ängsskinnbaggar. Inga underarter finns listade i Catalogue of Life.